# Millán Garde Serrano
Millán Garde Serrano (ur. 21 grudnia 1876 w Vara del Rey, zm. 7 lipca 1938 w Cuence) – hiszpański duchowny katolicki, męczennik, ofiara wojny domowej w Hiszpanii w latach 1936-39, błogosławiony Kościoła katolickiego.

## Życiorys
Urodził się w 1876 roku w Vare del Rey. Wstąpił do seminarium duchownego w Cuence. Po ukończeniu studiów z wyróżnieniem przyjął święcenia kapłańskie 21 grudnia 1901 roku. 12 sierpnia 1903 został członkiem Bractwa Księży Robotników (hiszp.: Hermandad de Sacerdotes Operarios). Pracował w seminariach w Valladolid, Salamance, Astordze, Plasencii i Leónie. Po wybuchu wojny domowej w Hiszpanii posługę kapłańską pełnił w ukryciu. 9 kwietnia 1936 roku został aresztowany przez republikańską milicję. Zmarł 7 lipca 1938 roku w więzieniu w Cuence z wycieńczenia i złego traktowania. 29 września 2020 papież Franciszek podpisał dekret o jego męczeństwie, co otworzyło drogę do beatyfikacji jego i innych trzech duchownych z Bractwa Księży Robotników, która odbyła się 30 października 2021 roku w Tortosie.